# Marc Caro
Marc Caro (París, Francia, 2 de abril de 1956) es un dibujante especializado en animación y director de cine francés. Más conocido por sus proyectos como codirector junto a Jean-Pierre Jeunet.

## Obra
Una de sus obras más destacadas es The Bunker of the Last Gunshots. 
Tras una colaboración en 1980 con Jean Pierre Jeunet en su primer cortometraje de animación Le Manège, comenzaron una breve pero intensa colaboración cinematográfica. El dúo Jeunet y Caro, que provenían del sector publicitario, realizan en 1991 la película Delicatessen, su trama complicada, inspirada en una fantasía futurista, fue un punto en común de todas las películas de la pareja de directores, con especial detalle en la escenografía y la estética. El éxito de Delicatessen permitió la filmación de su nueva película, La ciudad de los niños perdidos de 1994, escrita 14 años antes. La película gira en torno a una ciudad portuaria y futurista con un ambiente decadente. 
La única película hasta la fecha que ha dirigido en solitario es Dante 01.

## Filmografía

### Director
- 2008 Dante 01
- 1995 La ciudad de los niños perdidos
- 1991 Delicatessen
- 1987 The Bunker of the Last Gunshots

### Guionista
- 2008 Dante 01
- 1995 La ciudad de los niños perdidos
- 1991 Delicatessen

### Storyboards
- 1997 Alien: resurrección
- 1995 La ciudad de los niños perdidos
- 1991 Delicatessen